# Districtul Südliche Weinstraße
Districtul Südliche Weinstraße (Drumul Vinului de Sud) este un district rural (Landkreis) în landul Renania-Palatinat, Germania.
1. 1 2 3  GeoNames